# Cocula (Guerrero)
Cocula es una población mexicana del estado de Guerrero, ubicada en la región Norte de dicha entidad. Es cabecera del municipio homónimo.
Cocula se localiza a 113 kilómetros de distancia de la capital del estado Chilpancingo de los Bravo, a través de las Carretera Federal 95 (México-Acapulco) hasta la ciudad de Iguala. De este punto, se localiza a 22 kilómetros siguiendo la Carretera Federal 51 (Iguala-Ciudad Altamirano) que finalmente conduce a la población saliendo por una desviación de dicha carretera federal.

## Toponimia
Cocula deriva del vocablo Náhuatl cocoyan que traducido a español significa lugar de las discordias o riñas. Sin embargo, otra versión afirma que se deriva del vocablo cocoa que significa hacer ondulaciones o culebrillas.

## Demografía

### Población
Conforme al  | año acCenso de Población y Vivienda 2010 realizado por el Instituto Nacional de Estadística y Geografía (INEGI) con fecha censal del 12 de junio de 2010, Cocula contaba hasta ese año con un total de 4310 habitantes, de dicha cifra, 2015 eran hombres y 2295 eran mujeres.

## Cultura

### Festejos y tradiciones
Religiosas
Las festividades que se celebran y entre las más importantes están: 12 de diciembre; festejo del día a la Virgen de Guadalupe; la Semana Santa; las ofrendas a los muertos el 1 y 2 de noviembre.
Del pueblo
Festejo del día de la independencia de México; esta es la fiesta más importante, ya que en Cocula es tradicional desde hace varios años hacer un simulacro de guerra cada 16 de septiembre en el zócalo de la ciudad.
El simulacro o juego de guerra consiste en formar dos grupos: unos que representan a los indígenas y otro que representa a los españoles. Los coculenses por ello, tratando de ser originales y tradicionales con el simulacro de guerra, llevan con ellos un cañón de la independencia, llamado "el niño"; el cual funciona perfectamente cada año, como si estuviera en una guerra de verdad.
El día 4 de diciembre de cada año es la feria del pueblo, la instituyó el Profr. Gustavo Najera Díaz, quien es el autor de la monografía de Cocula.

## Educación
Cocula cuenta con varias escuelas que atiende a niños y jóvenes para que estos reciban su formación escolar, desde primaria hasta grados superior.
- Tres jardines de niños: Rosaura Zapata, Vicente Guerrero y Luis Pasteur.
- Dos escuelas primarias: Ignacio Ramírez y Niños Héroes.
- Dos escuelas de nivel secundario: La escuela Secundaria Técnica No. 18 Mi Patria es Primero y la Escuela Secundaria Justo Sierra.
- Dos escuelas de nivel medio superior: Un CBTa y una Escuela Preparatoria o Unidad Académica No. 28.
- Una escuela de nivel superior: Colegio Superior Agropecuario del Estado de Guerrero.

## Economía
Los coculenses, por tratarse de gente trabajadora, prácticamente de campo, se dedican a la agricultura, sembrando principalmente maíz, calabaza, jitomate, papalo y en temporada la flor de cempaxúchitl. Otros, se dedican a empleos de gobierno o para particulares. Otros, se dedican a brindar servicios, como transporte; combis o taxis; otros más al comercio.
Cocula cuenta con luz, drenaje, teléfono e internet, agua entubada, es importante mencionar que el agua que utiliza Cocula llega por un sistema de tubería por gravedad que viene desde un lugar en la montaña llamado El Salto. El salto, es un manantial al pie de las montañas de Chilacachapa.